# Furacão Dean
O furacão Dean foi a quarta tempestade nomeada, o primeiro furacão, primeiro grande furacão e o primeiro furacão de categoria 5 da Temporada de furacões no oceano Atlântico de 2007. Dean foi o ciclone tropical mais intenso na bacia do Atlântico desde o furacão Wilma em 2005. Dean também é o nono furacão mais intenso já registrado no Atlântico e o terceiro furacão mais intenso no momento em que atinge a costa, ou seja, faz landfall. Um furacão do tipo "Cabo Verde" (originou-se próximo ao arquipélago cabo-verdiano), Dean seguiu para oeste-noroeste através do mar do Caribe, passando logo ao sul da Jamaica em 20 de agosto, atingindo a costa da península de Iucatã em 21 de agosto. Dean atingiu a costa do México pela segunda vez perto de Tecolutla em 22 de agosto, depois de cruzar a baía de Campeche. No mínimo 42 pessoas morreram e os danos foram calculados em 3,8 bilhões de dólares.
Dean foi o primeiro furacão a atingir a costa na bacia do Atlântico como um furacão de categoria 5 em quinze anos; o último furacão a atingir a costa com esta intensidade foi o furacão Andrew em 24 de agosto de 1992. Embora Dean fosse muito maior do que Andrew, ele atingiu a costa numa região de pouca densidade populacional e conseqüentemente causou menos danos.

## História meteorológica
| Posição                                                          | Furacão     | Temporada | Pressão Mín.   |
| ---------------------------------------------------------------- | ----------- | --------- | -------------- |
| 1                                                                | Wilma       | 2005      | 882 mbar (hPa) |
| 2                                                                | Gilbert     | 1988      | 888 mbar (hPa) |
| 3                                                                | "Labor Day" | 1935      | 892 mbar (hPa) |
| 4                                                                | Rita        | 2005      | 895 mbar (hPa) |
| 5                                                                | Allen       | 1980      | 899 mbar (hPa) |
| 6                                                                | Katrina     | 2005      | 902 mbar (hPa) |
| 7                                                                | Camille     | 1969      | 905 mbar (hPa) |
| 7                                                                | Mitch       | 1998      | 905 mbar (hPa) |
| 7                                                                | Dean        | 2007      | 905 mbar (hPa) |
| 10                                                               | Ivan        | 2004      | 910 mbar (hPa) |
| Fonte: «Departamento de comércio dos EUA» (PDF). web.archive.org |             |           |                |

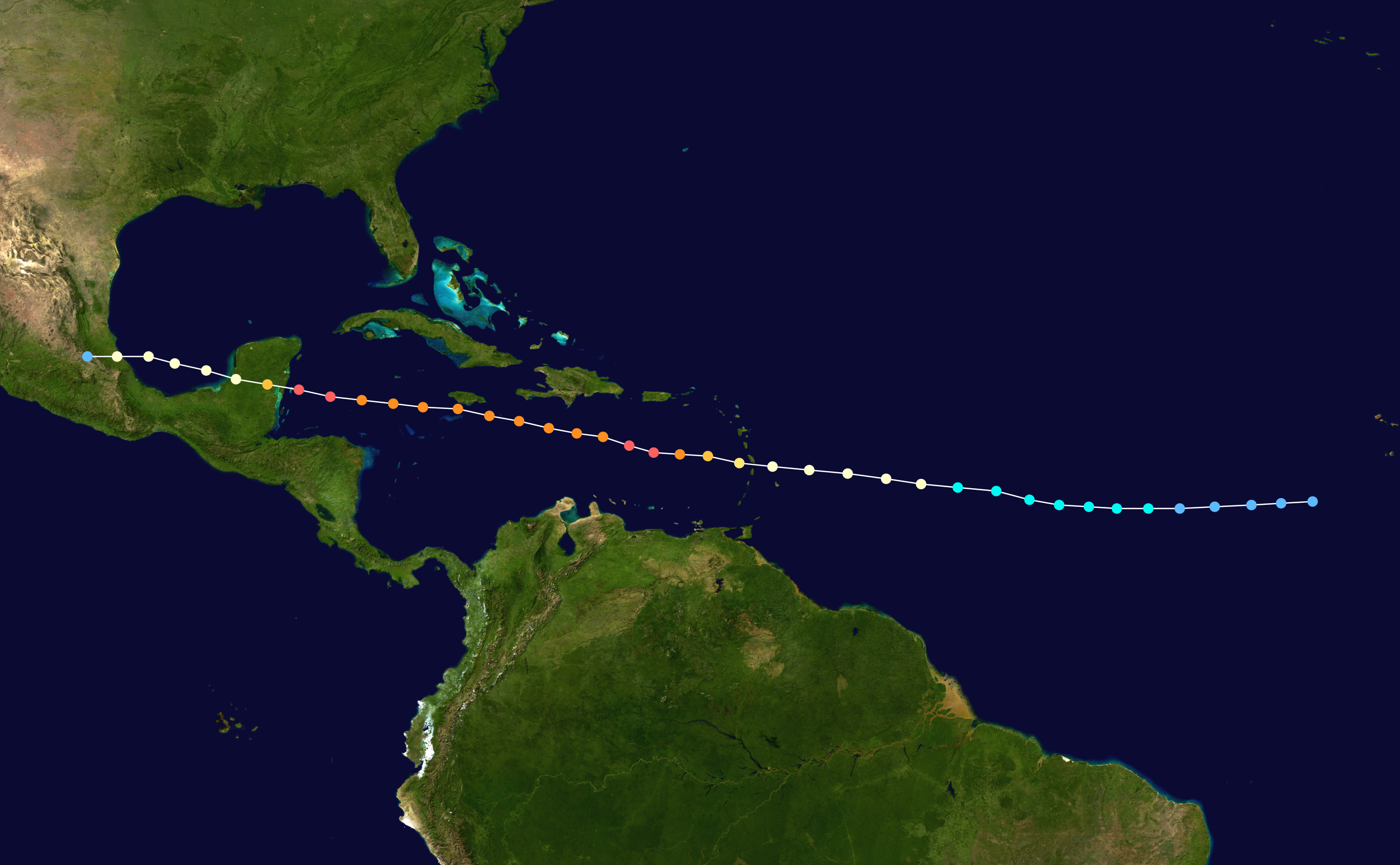
O caminho de Dean

Em 11 de agosto, uma onda tropical deixou a costa oeste da África já bm organizado, apresentando uma área de baixa pressão bem definida, mesmo antes de emergir no Atlântico. O sistema não se fortaleceu imediatamente para uma depressão tropical devido aos fortes ventos de cisalhamento. Entretanto, encontrando condições favoráveis, rapidamente se desenvolveu para a depressão tropical Quatro cerca de 835 km a oeste-sudoeste de Cabo Verde. A depressão moveu-se firmemente para oeste, e foi classificado para a tempestade tropical Dean às 15:00 UTC em 14 de agosto. A intensidade da tempestade continuou a crescer embora ar seco e ar frio atingiram o sistema ao norte e fizeram que a tempestade se desenvolvesse lentamente. Bandas de tempestade formaram-se em 15 de agosto e a formação de uma parede de olho parcial foi observado no final daquele dia.
A intensificação continuou e a tempestade foi reclassificada como furacão Dean às 09:00 UTC de 16 de agosto. A crista profunda ao norte manteve Dean em direção ao oeste, para o Mar do Caribe. A tempestade rapidamente de fortaleceu para um furacão de categoria 2 na Escala de Furacões de Saffir-Simpson. O desenvolvimento da tempestade diminuiu ligeiramente, mas um avião de reconhecimento descobriu uma parede do olho fechada em 17 de agosto assim que a tempestade passou pelas Pequenas Antilhas. Os dados do avião de reconhecimento indicaram que o furacão Dean tinha se fortalecido para um furacão de categoria 3 e suas bandas de tempestades que Dean deixava como rastro ainda estavam sobre as Pequenas Antilhas. Durante a noite de 17 de Agosto, Dean fortaleceu-se rapidamente, passando de um furacão de categoria dois para um furacão de categoria 5 em apenas 24 horas. Operacionalmente, classificou-se Dean como um furacão de categoria 4. Dean continuou a crescer em tamanho e aumentar a sua intensidade naquela noite. Em 18 de agosto, foi notada a presença de uma dupla parede do olho indicando uma substituição da parede do olho e que causou flutuações térmicas curtas na intensidade. Estas flutuações não afetaram a apresentação bem definida da tempestade. O furacão Dean enfraqueceu-se ligeiramente na manhã de 19 de agosto assim que terminou o ciclo de substituição da parede do olho e começou a interagir com a ilha da Jamaica.
O furacão Dean passou ao sul da Jamaica na noite de 19 de agosto e começou a se intensificar novamente naquela noite. Acreditou-se que seu ciclo de substituição da parede do olho estava completo. Foi observada brevemente uma parede do olho concêntrica na manhã de 20 de agosto, mas não perdurou muito. O furacão, ainda movendo-se para oeste-noroeste sob a influência de uma área de alta pressão que se fortalecia ao norte, movia-se sobre águas extremamente quentes e começou a se fortalecer novamente. A parede do olho ficou mais bem definido naquele dia e, às 00:35 de 21 de agosto, Dean foi classificado como um furacão de categoria 5 , o nível mais alto da Escala de Furacões de Saffir-Simpson. Dean atingiu a costa como um furacão de categoria 5 no estado mexicano de na região da costa Maia de Quintana Roo, uns 65 km a nordeste da fronteira entre México e Belize e enfraqueceu-se assim que seguia sobre terra, emergindo no lado oeste da Península de Iucatã como um furacão de catergoria 1. Dean ganhou força novamente assim que cruzava o Golfo do México e atingiu pela segunda vez a costa como um furacão de categoria 2 em 22 de agosto, por volta das 16:30 UTC, numa região perto de Tecolutla, Veracruz, México, ao sul de Tuxpan. Depois, Dean moveu-se para oeste e se desintegrou quase totalmente sobre o México central. Poucos resíduos de Dean alcançaram a costa pacífica mexicana e emergiram no Oceano Pacífico. Estes resíduos começaram a se mover para noroeste, em volta de um anticiclone, aproximadamente em paralelo à costa mexicana. Finalmente o sistema atingiu a terra, sobre o sudoeste dos Estados Unidos, onde ele se dissipou completamente.

## Preparativos

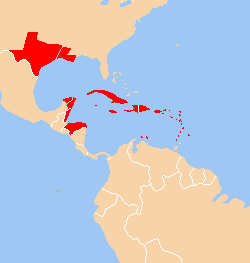
Áreas onde ocorreram preparativos para o furacão Dean

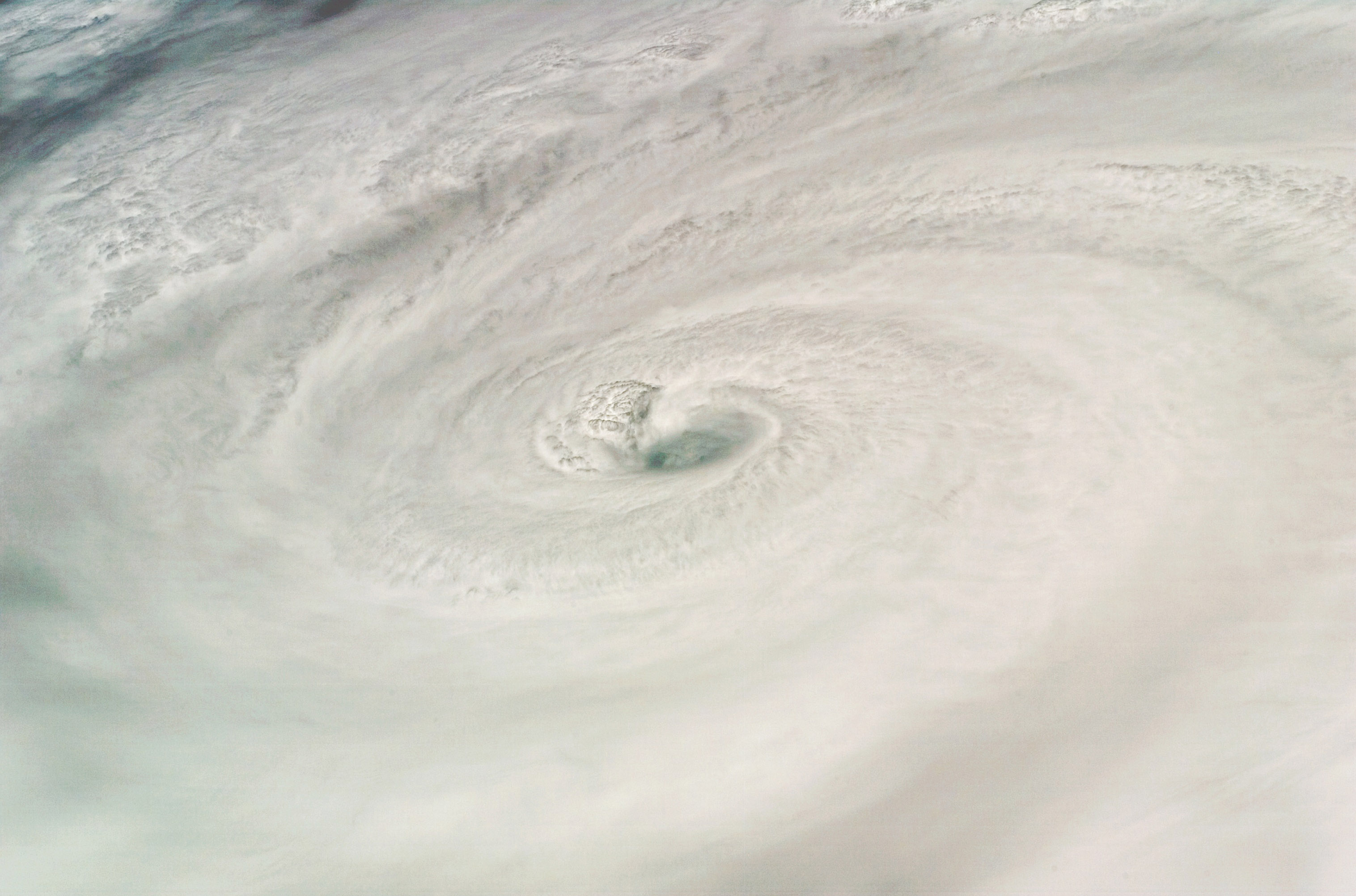
O furacão Dean fotografado por astronautas da Estação Espacial Internacional

Cerca de uma dúzia de navios de cruzeiros alteraram seus itinerários para evitar o furacão.
Os contratos de futuros de petróleo subiram rapidamente em 15 de agosto assim que analistas consideraram o impacto do furacão Dean na capacidade da refinação de petróleo se Dean começasse a se mover sobre o Caribe como previsto. A Transocean retirou 11 trabalhadores "não-essenciais" na noite de 15 de agosto de uma plataforma petrolífera localizada cerca de 260 km a sudeste de Nova Orleans, Estados Unidos. A empresa deixou cerca de 125 pessoas na estrutura. Um dia depois, a Shell retirou 275 equipes subordinadas, seguindo de uma retirada de 188 pessoas devido à ameaça de tempestade tropical Erin.
Em 18 de agosto de 2007, deixaram de ser produzidos 10.300 barris de petróleo e 310.000 m³ de gás natural, contabilizando 0,8% da produção de produtos crus do Golfo do México. Por volta de 16:30 UTC, três plataformas petrolíferas tiveram que ser evacuadas em algum grau.
A Pemex, a empresa petrolífera estatal mexicana, fez arranjos para parar a produção de petróleo em 19 de agosto, antes da chegada de Dean, retirando 13.360 trabalhadores das mais de 140 plataformas petrolíferas, usando 55 botes e 29 helicópteros. Assim que a tempestade continuou a se intensificar, o número de trabalhadores retirados pela Pemex aumentou para 18.000 em 20 de agosto e todos os 407 poços e perfurações de extração de petróleo foram abandonadas. Isto reduziu a produção mundial de petróleo para 2,65 milhões de barris por dia e a produção de gás natural para 74.000 m³ por dia.

### Pequenas Antilhas
Assim que o furacão Dean aproximava-se das Pequenas Antilhas, os serviços meteorológicos locais emitiram avisos e alertas, avisando os residentes a se prepararem para a chegada do furacão. Avisos de furacão foram emitidas para Santa Lúcia, Dominica, Martinica e Guadalupe e suas dependências. Alertas de furacão foram emitidas para Saba e Santo Eustáquio. Avisos de tempestade tropical foram emitidos para Barbados, Antígua e Barbuda, São Cristóvão e Neves, São Martinho (França), São Vicente e Granadinas, Ilhas Virgens Americanas e Ilhas Virgens Britânicas. Alertas de tempestade tropical foram emitidas para São Martinho (Países Baixos), São Vicente e Granadinas, Granada e suas dependências, Monserrate e Anguila.
Aeroportos foram fechados, as autoridades locais montaram abrigos e equipes para serviços de emergência foram preparadas.

### Grandes Antilhas
Um aviso de furacão foi emitido para toda a Jamaica, para o Haiti, entre a capital Port-au-Prince e a fronteira com a República Dominicana e para a República Dominicana, entre Barahona e a fronteira com o Haiti. Aviso de tempestade tropical foi emitido para o resto da ilha Hispaniola e para a costa de Cuba, entre Camagüey e Guantánamo.
Centenas de milhar de pessoas foram retirados das áreas costeiras e das áreas baixas e programas de gerenciamento de desastres foram ativados por todas as Grandes Antilhas.

### Belize
| Os furacões com landfall mais fortes no Atlântico†                                 | Os furacões com landfall mais fortes no Atlântico† | Os furacões com landfall mais fortes no Atlântico† | Os furacões com landfall mais fortes no Atlântico† | Os furacões com landfall mais fortes no Atlântico† | Os furacões com landfall mais fortes no Atlântico† |
| Posição                                                                            | Furacão                                            | temporada                                          | Velocidade vento                                   | Velocidade vento                                   |                                                    |
| Posição                                                                            | Furacão                                            | temporada                                          | km/h                                               |                                                    |                                                    |
| ---------------------------------------------------------------------------------- | -------------------------------------------------- | -------------------------------------------------- | -------------------------------------------------- | -------------------------------------------------- | -------------------------------------------------- |
| 1                                                                                  | "Dia do Trabalho"                                  | 1935                                               | 295                                                |                                                    |                                                    |
| 1                                                                                  | Dorian                                             | 2019                                               | 295                                                |                                                    |                                                    |
| 3                                                                                  | Irma                                               | 2017                                               | 285                                                |                                                    |                                                    |
| 4                                                                                  | Janet                                              | 1955                                               | 280                                                |                                                    |                                                    |
| 4                                                                                  | Camille                                            | 1969                                               | 280                                                |                                                    |                                                    |
| 4                                                                                  | Anita                                              | 1977                                               | 280                                                |                                                    |                                                    |
| 4                                                                                  | David                                              | 1979                                               | 280                                                |                                                    |                                                    |
| 4                                                                                  | Dean                                               | 2007                                               | 280                                                |                                                    |                                                    |
| 9                                                                                  | "Cuba"                                             | 1924                                               | 270                                                |                                                    |                                                    |
| 9                                                                                  | Andrew                                             | 1992                                               | 270                                                |                                                    |                                                    |
| 9                                                                                  | Maria                                              | 2017                                               | 270                                                |                                                    |                                                    |
| Fonte: HURDAT, AOML/HRD                                                            |                                                    |                                                    |                                                    |                                                    |                                                    |
| †A força refere-se a velocidade máxima do vento sustentado no momento do landfall. |                                                    |                                                    |                                                    |                                                    |                                                    |

Um aviso de furacão estava em vigência para as ilhas costeiras ao norte de Belize City. A população local se preparou para ventos de 270 km/h. Em 16 e 17 de agosto, a guarda costeira recém criada se reuniu com comitês de emergência em Caye Caulker e Ambergris Caye para discutir a possibilidade da evacuação destas ilhas por barco e por avião. Com os turistas tendo prioridade, o coordenador para as ilhas da Organização de Gerenciamento de Emergência Nacional de Belize, Jim Janmohamed, disse á televisão do país que ele estava confiante que uma evacuação total podia ser implementada em tempo se por acaso a necessidade aumentasse.
As estimativas de danos no país subiram de 50 milhões para 200 milhões de dólares de Belize em uma semana assim que registros de danos em casas e prédios em Corozal e Orange Walk chegavam. As indústrias de açúcar e mamão foram seriamente afetadas.

### Honduras
Honduras foi posto e estado de alerta preventivo por 48 horas, especialmente nos departamentos ao norte do país, sendo que Ilhas da Bahia estava em alerta vermelho. Havia locais prontos para acomodar 10.000 pessoas por 15 dias, se necessário.

### México
Em 17 de agosto, como um pedido do governo estadual de Quintana Roo, México, o escritório da defesa civil do ministério federal do interior mexicano declarou estado de emergência para todo o estado, incluindo as cidades de Cancun, Playa del Carmen e Chetumal, assim como as ilhas de Cozumel, Islas Mujeres e Holbox. Em 18 de agosto, as autoridades começaram a retirar pessoas de partes de Quintana Roo, removendo 2.500 pessoas da Ilha de Holbox e mais 80.000 pessoas em outros lugares do estado. Com 20.000 embalagens de alimentos para emergências prontos, o estado de Iucatã, vizinho de Quintana Roo ao seu noroeste, declarou alerta verde, e em Cancun, um espaço foi preparado para abrigar 73.000 pessoas.
Às 15:00 UTC de 19 de agosto, um alerta de furacão foi emitido para a Península de Iucatã, entre Chetumal e San Felipe.

### Estados Unidos
O governador do escritório de preparativos para emergências e segurança local da Luisiana ativou sua equipe de ação em crises em 16 de agosto para monitorar o furacão e coordenar os preparativos. A governadora da Luisiana, Kathleen Blanco, declarou estado de emergência no começo na noite de 17 de agosto e pediu para a declaração emergencial presidencial para dar acesso a verbas federais antes de qualquer ameaça do furacão. O governador do Texas, Rick Perry, declarou que Dean era uma ameaça iminente para o estado e iniciou os esforços em escala total de preparação para a chegada de Dean em 17 de agosto quando o furacão estava no mínimo cinco dias de uma eventual chegada de Dean. O Texas, que sofria enchentes severas de várias tempestades entre junho e julho, e a chegada da tempestade tropical Erin causou a saturação do solo em relação à água. O governador temia que uma eventual chegada de Dean causasse mais enchentes e tinha 250 equipes nos parques do Texas preparados para uma possível evacuação dos mesmos, usando embarcações. O governador queria mais de 10.000 soldados das forãs militares do Texas, mas não houve necessidade. As indústrias de petróleo do Texas começou a fornecer maiores quantidades de combustíveis como prevenção a qualquer interrupção do fornecimento do combustível atribuído à passagem do furacão.
Nos preparativos para uma possível evacuação, o departamento de transporte do Texas começou a preparar vias para uma evacuação de grande escala, inclusive a possibilidade de inverter mãos de direção de autovias movimentadas, se necessário.
A NASA encurtou a missão STS-118 como uma precaução no caso de Dean se aproximasse do controle da missão no centro espacial Lyndon B. Johnson em Houston. Para isto, os gerentes da missão encurtaram o último "passeio espacial" em duas horas, permitindo a eles aterrizarem um dia antes do previsto.

## Impactos
Quinze países sentiram os efeitos a passagem do furacão Dean. O furacão causou a morte de 42 pessoas. O furacão primeiramente "varreu" as Pequenas Antilhas em 17 de agosto. Assim que Dean adentrou o Mar do Caribe, suas bandas de tempestades exteriores atingiram as Grandes Antilhas. Dean passou por Jamaica como um furacão de categoria 4 na Escala de Furacões de Saffir-Simpson e posteriormente se fortaleceu para um furacão de categoria 5 assim que atingiu a costa da Península de Iucatã em 21 de agosto. Em 22 de agosto, Dean atingiu a costa mexicana pela segunda vez, mas desta vez menos devastador.
| Danos e mortes do furacão Dean                                                      |                 |                |                 |                      |                    |                |                 |                            |
| País                                                                                | Total de mortes | Estado/ região | Total no estado | Condado/ Municip.    | Total nos municip. | Mortes diretas | Danos (dólar)   | Fonte                      |
| Belize                                                                              | 0               |                |                 |                      |                    | 0              | $97 milhões     | [ 77 ]                     |
| Dominica                                                                            | 2               |                |                 |                      |                    | 2              | $162 milhões    | [ 76 ] [ 78 ]              |
| República Dominicana                                                                | 6               |                |                 |                      |                    | 6              | Desconhecido    | [ 79 ]                     |
| Haiti                                                                               | 11              |                |                 |                      |                    | 11             | Desconhecido    | [ 80 ]                     |
| Jamaica                                                                             | 3               |                |                 |                      |                    | 3              | ~$ 4,9 bilhões  | [ 81 ] [ 82 ] [ 83 ]       |
| França                                                                              | 2               | Martinica      | 2               |                      |                    | 0              | ~$679,7 milhões | [ 84 ]                     |
| México                                                                              | 14              | Hidalgo        | 6               | Zacualtipán          | 2                  | 6              | ~$800 milhões   | [ 85 ] [ 86 ] [ 87 ]       |
| México                                                                              | 14              | Hidalgo        | 6               | Cuautepec            | 2                  | 6              | ~$800 milhões   | [ 85 ] [ 86 ] [ 87 ]       |
| México                                                                              | 14              | Hidalgo        | 6               | San Agustín Tlaxiaca | 1                  | 6              | ~$800 milhões   | [ 85 ] [ 86 ] [ 87 ]       |
| México                                                                              | 14              | Hidalgo        | 6               | Pachuca              | 1                  | 6              | ~$800 milhões   | [ 85 ] [ 86 ] [ 87 ]       |
| México                                                                              | 14              | Jalisco        | 2               | Puerto Vallarta      | 2                  | 2              | ~$800 milhões   | [ 88 ] [ 89 ]              |
| México                                                                              | 14              | Michoacán      | 1               | Paracho              | 1                  | 1              | ~$800 milhões   | [ 85 ] [ 86 ]              |
| México                                                                              | 14              | Puebla         | 6               | Tepetzintla          | 4                  | 6              | ~$800 milhões   | [ 85 ] [ 90 ]              |
| México                                                                              | 14              | Puebla         | 6               | Pahuatlán            | 1                  | 6              | ~$800 milhões   | [ 85 ] [ 90 ]              |
| México                                                                              | 14              | Puebla         | 6               | Desconhecido         | 1                  | 6              | ~$800 milhões   | [ 85 ] [ 90 ]              |
| México                                                                              | 14              | Veracruz       | 1               | Xalapa               | 1                  | 0              | ~$800 milhões   | [ 90 ] [ 91 ]              |
| Nicarágua                                                                           | 1               |                |                 |                      |                    | 1              | Desconhecido    | [ 92 ]                     |
| Santa Lúcia                                                                         | 1               |                |                 |                      |                    | 1              | $6,4 milhões    | [ 1 ] [ 93 ] [ 94 ] [ 95 ] |
| Estados Unidos                                                                      | 1               | Flórida        | 1               | Sarasota             | 1                  | 1              | Nenhum          | [ 96 ]                     |
| Totais:                                                                             | 42              |                |                 |                      |                    | 39             | ~$6,6 bilhões   |                            |
| Devido a diferentes fontes de pesquisa, os números totais podem não se corresponder |                 |                |                 |                      |                    |                |                 |                            |

### Pequenas Antilhas

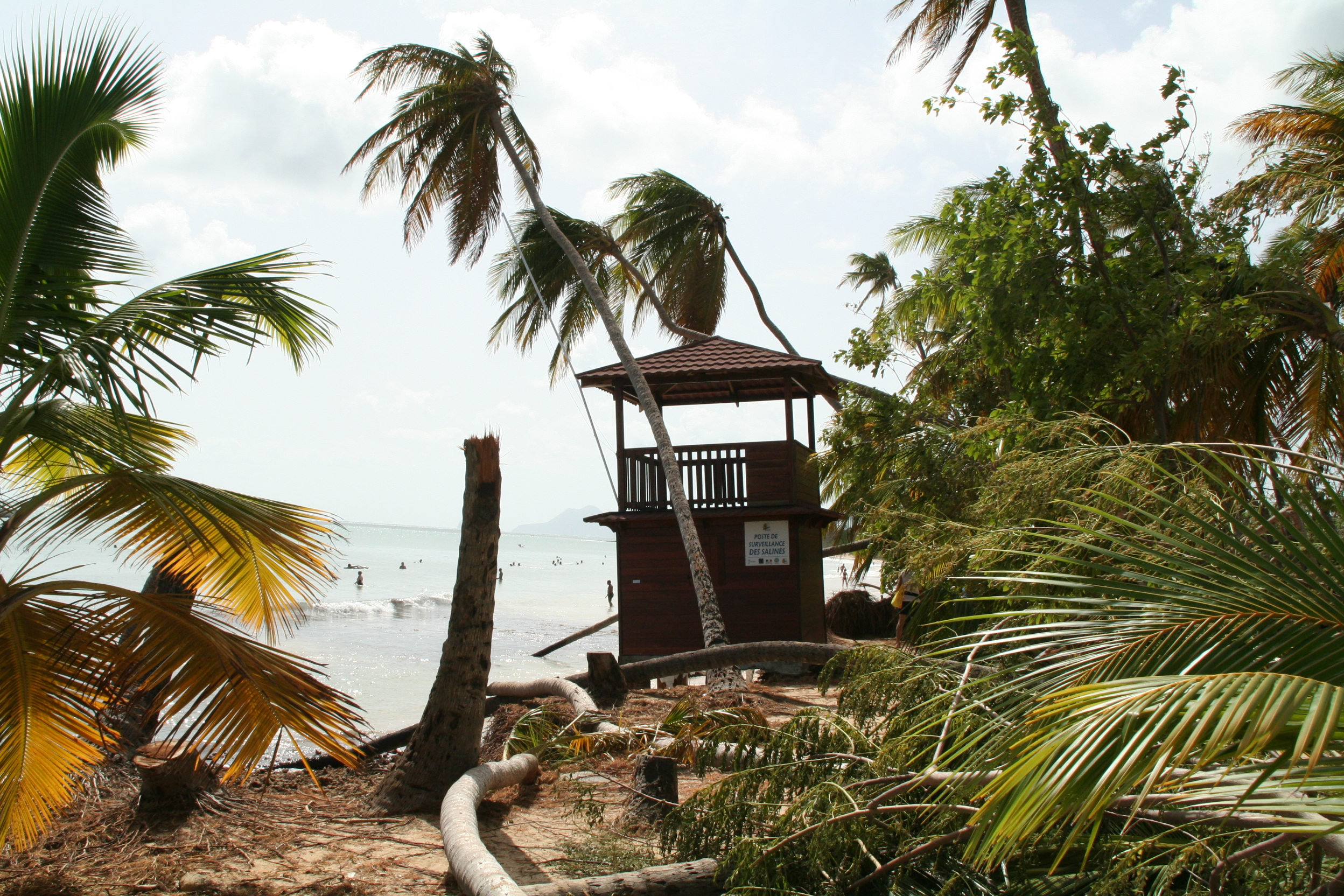
Uma torre de salva-vidas continua intacto entre palmeiras caídas na Martinica, dois dias após a passagem do furacão Dean.

O furacão Dean adentrou o Caribe pelo Canal de Santa Lúcia, entre Santa Lúcia e Martinica em 17 de agosto, quando o furacão ainda era um furacão de categoria 2. Dean matou três pessoas, danificou prédios pelas ilhas e devastou a agricultura de Santa Lúcia, Martinica e Dominica.

### Grandes Antilhas

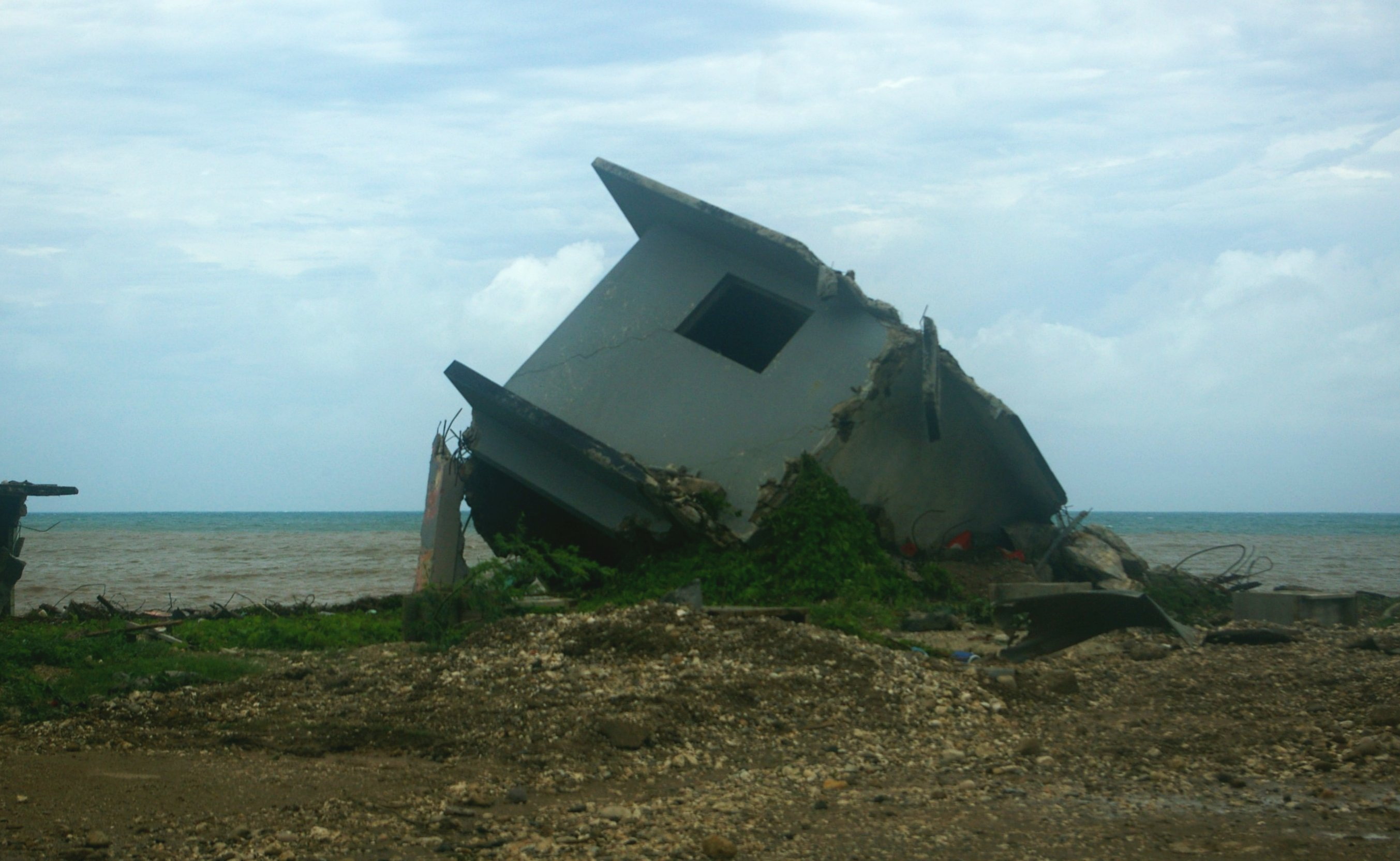
Uma casa em Kingston, Jamaica, destruída pelo furacão Dean

O furacão passou ao sul da maioria das Grandes Antilhas, mas as bandas de tempestade exteriores de Dean passou sobre muitas destas ilhas. Dentre elas a Jamaica foi a mais atingida; Porto Rico, Cuba e Ilhas Cayman foram poupados, mas o furacão Dean passou a 80–97 km ao sul da Jamaica como um furacão de categoria 4. Na Jamaica, a chuva causou enchentes no lado leste da ilha e deslizamentos de terra na porção nordeste. Construções foram severamente danificadas, rodovias foram bloqueadas e no mínimo duas pessoas morreram. Haiti e República Dominicana, que formam a ilha Hispaniola, foram poupados da força devastadora do furacão, pois Dean passou a 270 km ao sul. Pelo menos 15 pessoas morreram na ilha e centenas de casas foram destruídas.

### Nicarágua
Apesar de não haver efeitos diretos na Nicarágua, uma garota de 4 anos afogou-se quando o barco onde ela estava afundou devido às ondas fortes causada pelos ventos no Rio Kukra.

### México

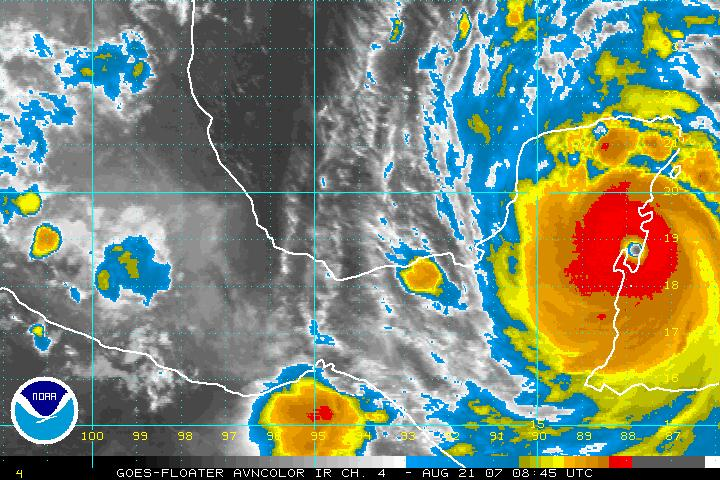
O exato momento que o furacão Dean atinge o México como um furacão de categoria 5

O furacão atingiu a costa perto de Mahajual, México, na costa da Península de Iucatã às 08:30 UTC de 21 de agosto. Rajadas de ventos de 320 km/h foram registrados. A cidades turísticas de Cancun e Cozumel foram poupados do pior da tempestade, mas Dean descarregou toda sua fúria sobre Chetumal, capital de Quintana Roo, México. O olho de dean atingiu uma área a 65 km ao sul de Chetumal. Foram registrados enchentes significantes na cidade. A comunicação com as comunidades maias perto de onde o olho do furacão atingiu a costa foi difícil para se estabelecer inicialmente, mas fontes de notícias reportaram que Majahual, que tem uma população de 200 pessoas, foi "quase alisado" pelo furacão. A maré de tempestade e os ventos fortes danificaram severamente ou destruíram centenas de construções. Um porta voz do porto de Majahual disse que o porto será fechado pelo menos seis ou oito meses. Depois que Dean atingiu a costa do México, em Veracruz, dois rios nas montanhas de Hidalgo transbordaram, chegando a chover na costa pacífica mexicana. O governador de Veracruz, México, Fidel Herrera, disse que "havia uma grande quantidade de danos". A produção de Petróleo não foi severamente danificada e voltou rapidamente ao normal.
| Posição                                              | Furacão     | Temporada | Pressão        |
| ---------------------------------------------------- | ----------- | --------- | -------------- |
| 1                                                    | "Labor Day" | 1935      | 892 mbar (hPa) |
| 2                                                    | Gilbert     | 1988      | 900 mbar (hPa) |
| 3                                                    | Dean        | 2007      | 905 mbar (hPa) |
| Fonte: «National Hurricane Center». www.nhc.noaa.gov |             |           |                |

No mínimo 11 mortes foram causadas pelo furacão Dean no México. O total de precipitação chegaram a 100–200 mm nos estados mexicanos de Jalisco e Nayarit. Estas chuvas causaram uma fatalidade em Jalisco depois que um deslizamento de terra soterrou 10 casas, matando um dos seus ocupantes. Uma pessoa morreu em Puebla depois que um muro caiu sobre ele em sua casa, e cinco outras mortes foram registradas em Puebla devido aos deslizamentos de terra. Uma pessoa em Veracruz foi eletrocutada depois de tocar uma linha de transmissão enquanto estava fazendo reparos em seu telhado. Em Michoacán, um homem foi atingido por uma raio sob uma árvore e duas pessoas morreram em Hidalgo quando o telhado entrou em colapso, atingindo-as.
Os danos no México estão atualmente estimados em $400 milhões de dólares.

### Estados Unidos
Não houve impactos diretos enquanto Dean era ainda um ciclone tropical nos Estados Unidos, mas ondas fortes e correntes marítimas fortes próximas à praia foram registradas nas praias da Flórida. Uma pessoa morreu afogada e outras 35 tiveram que ser resgatadas em Siesta Key devido às correntes marítimas. A circulação de ar remanescente de Dean, após emergir no Oceano Pacífico e se mover paralelamente à costa mexicana, atingiu Santa Bárbara, Califórnia. esta circulação trouxe chuvas torrenciais e enchentes localizadas para a costa sul da Califórnia na manhã de 26 de agosto e cruzou o deserto de Mojave na manhã de 27 de agosto. Em Las Vegas, Nevada, foi registrados chuvas fortes que alcançaram o pico de 15 mm, novo recorde de precipitação num período de 24 horas para a região. A chuva causou algumas enchentes de curta duração e alguns danos pequenos.

## Retirada do nome
O nome Dean foi retirado oficialmente pela Organização Meteorológica Mundial (OMM) em 13 de Maio de 2008 durante a sua reunião anual em Orlando, Flórida. O nome Dean foi substituído por Dorian na lista V da lista oficial de nomes de furacões atlânticos. Sendo assim, Dorian será usado pela primeira vez na temporada de furacões no Atlântico de 2013.